# Rosa tsinlingensis
Rosa tsinlingensis — вид рослин з родини трояндових (Rosaceae); ендемік Китаю.

## Поширення
Ендемік Китаю: Ганьсу, Шаньсі.